# جيرالد ميلد
جيرالد ميلد (بالألمانية: Gerald Mild)‏ مواليد 8 أبريل 1962 في زالتسبورغ، هو لاعب كرة مضرب نمساوي سابق وكان يلعب باليد اليمنى. أعلى تصنيف له في الفردي كان المركز الـ 275 في سنة 1984. أعلى تصنيف له في الزوجي كان المركز الـ 223 في سنة 1984.

## روابط خارجية
- جيرالد ميلد على موقع رابطة محترفي التنس (الإنجليزية)
- جيرالد ميلد على موقع الاتحاد الدولي لكرة المضرب (الإنجليزية)
- جيرالد ميلد على موقع خلاصة التنس.كوم (الإنجليزية)